# Union Deportivo Banda Abou
Union Deportivo Banda Abou is een voetbalclub uit Curaçao. UNDEBA speelt in het Soto Arena .

## Erelijst
- Kopa Antiano: 4

1985, 1987, 1989/90, 1996
- Sekshon Pagá: 4

1996, 1997, 2005/06, 2007/08